# 大阪ペーシェンスクラブ
大阪ペーシェンスクラブ（おおさかペーシェンスクラブ）は、大阪府大阪市に本拠地を置き、日本野球連盟に所属する社会人野球のクラブチームである。2012年から活動休止中。
創部は1973年であり、現在も活動を続けている大阪府内のクラブチームでは最も長い歴史を誇る。

## 設立・沿革
- 1973年 - 創部
- 1982年 - クラブ選手権初出場（初戦敗退）
- 2012年 - 12月26日に活動休止[1]

## 主要大会の出場歴・最高成績
- 全日本クラブ野球選手権 - 出場5回
- JABAびわこ杯争奪社会人クラブ野球大会 - 優勝2回（1998年、1999年）